# Јогјакарта (посебна област)
Посебна област Јогјакарта или кратко Јогјакарта (инд. Daerah Istimewa Yogyakarta), једна је од 34 провинције Индонезије. Провинција се налази на острву Јава у централном делу Индонезије. Покрива укупну површину од 3.133 км² и има 3.457.491 становника (2010).
Главни град региона је истоимени град Јогјакарта.

## Демографија
Становништво чине: Јаванци (97%) и други. Вера је ислам (91%), затим хришћанство (9%), те хиндуизам, будизам и друго.
| 1971.     | 1980.     | 1990.     | 1995.     | 2000.     | 2010.     |
| --------- | --------- | --------- | --------- | --------- | --------- |
| 2.489.360 | 2.750.813 | 2.913.054 | 2.916.779 | 3.122.268 | 3.452.390 |

## Галерија
- Остаци будистичког града у Јогјакарти
- Зграда из колонијалног периода у Јогјакарти